# مدشوس
مدشوس (انگلیسی: Madshus) شرکت تجهیزات ورزشی نروژی است، که در سال ۱۹۰۶ تأسیس شد.